# Oecetis albopunctata
Oecetis albopunctata är en nattsländeart som först beskrevs av Johannes-Antoine Lestage 1919.  Oecetis albopunctata ingår i släktet Oecetis och familjen långhornssländor. Inga underarter finns listade i Catalogue of Life.